# Saukkosaari (ö i Sonkari och Riitunlampi)
Saukkosaari är en ö i Finland. Den ligger i sjön Sonkari och Riitunlampi och i kommunen Rautalampi i den ekonomiska regionen  Inre Savolax ekonomiska region  och landskapet Norra Savolax, i den centrala delen av landet, 300 km norr om huvudstaden Helsingfors. Öns area är 0,2 hektar och dess största längd är 60 meter i sydöst-nordvästlig riktning.